# TV4-nyheterna Dalarna
TV4-nyheterna Dalarna är en av TV4-gruppens 25 lokalstationer för att ge de senaste nyheterna från Dalarna via TV4:s och Sjuans nät. Sändningarna startade 23 mars 2009. Nyheterna sänds på morgnarna i Nyhetsmorgon och klockan 19.00 på vardagar. Dessutom en senare sändning 22.30, måndag-torsdagar. Programmet sänds från Stockholm.